# Последња шанса (филм из 1945)
Последња шанса јесте швајцарски ратни филм из 1945. године у режији Леополда Линдтберга. На Канском филмском фестивалу 1946. освојио је главну награду (Златну палму). Филм је приказан у оквиру изложбе канских класика на Канском филмском фестивалу 2016.

## Радња
Савезници су се 1943. искрцали у јужну Италију, па се савезнички ратни заробљеници возом превозе на север. Када је воз ноћу бомбардован из ваздуха, неки од затвореника побегну. Енглез поручник Халидеј и амерички наредник Бредок наилазе један на другог у мраку и удружују се.
Сутрадан их возе у колима која носе џакове пшенице. Возач успева да одврати италијанске војнике да прегледају његов терет, пре него што пусти путнике на село. Када стигну до реке, раздвојили су се у потрази за чамцем. Енглез наилази на лепу младу жену која пере веш. Двојица мушкараца добијају чамац и почињу да веслају, али онда притрча жена и каже им да је потписано примирје, па се окрећу. Одлазе у град, али је чудно тихо, а на улицама нико не слави. Онда долазе Немци и преузимају. Женин ујак даје двојици мушкараца цивилну одећу и препоручује им да покушају да се ушуњају у теретни воз, што они и чине. На једном стајалишту беспомоћно посматрају како се жена одваја од мужа, којег Немци возом одводе са другима.
Након тога крећу у планине. Наилазе на групу партизана, који су их пустили да пређу мост. Један од Италијана их упозорава да не угрожавају људе у граду. Пар одлази у цркву, где свештеник пристаје да им помогне. Избеглице се враћају након покушаја да пређу планине, отеране снежном олујом. Свештеник води Халидеја у гостионицу и упознаје га са Ђузепеом, водичем. Обећава да ће сутра покушати да преведе целу странку, заједно са новим додацима. Истиче пољског кројача и његову нећаку, фабричку радницу из Београда, професорку више забринуту за папире него за сопствени живот, и Францускињу Мадам Моније. Док Халидеј одлази, фрау Вителс (жена која је раније изгубила мужа) и њен син Бернард стижу да се придруже групи. У цркви се већ крије британски мајор Телфорд. Он убеђује Халидеја и Бредока да остану и можда се придруже партизанима.
Радио емисија објављује да су Немци ослободили Мусолинија, свргнутог италијанског фашистичког вођу. Незадовољни бивши фашиста креће у долину да изда избеглице. Те ноћи са моста се чује пуцњава. Народ тражи савет од свештеника. Каже им да се сакрију у шуми, али да му препусте децу и старце. Свештеник наговара тројицу војника да одведу избеглице до Ђузепеа. Након што су отишли, фашистички доушник невољно говори свештенику да мора да га води Немцима.
Када избеглице стигну до Ђузепеовог села, виде да су Немци први стигли тамо. Ђузепеова мајка им каже да је њен син мртав, заједно са осталим мушкарцима у селу. Један други сељанин тражи од војника да са собом поведу и неколико сирочади. Невољно, мајор се слаже. Група креће у планине током снежне олује. Остарели кројач не може да настави пут те он леже у снег и почне да се моли. Остали налазе склониште у горској спасилачкој колиби.
Када се олуја заврши, појављује се немачка патрола. Војници имају наређење да затворе границу, па заобилазе колибу, али је сада пролаз чуван. Халидеј му предлаже да направи диверзију, користећи мајоров пиштољ (и пет метака), али га Телфорд одбија. Уместо тога, цела група је кренула ноћу, надајући се да ће избећи откривање. Морају да се сакрију када уоче ски патролу. Бернард избија на отворено и одвлачи Немце, иако је убијен. Остали стижу у Швајцарску, иако је Халидеј и сам убијен. Швајцарски службеник их обавештава да могу остати само деца, особе старије од 65 година и политичке избеглице. Он успева да добије овлашћење од владе да дозволи да сви остану. У последњој сцени присуствују Халидејовој сахрани.

## Улоге
Главне улоге:
| Глумац          | Улога                |
| --------------- | -------------------- |
| Еварт Морисон   | мајор Телфорд        |
| Џон Хој         | поручник Џон Халидеј |
| Реј Реган       | наредник Џим Брадок  |
| Луиса Роси      | Тонина               |
| Одеардо Мосини  | гостионичар          |
| Ђузепе Галеати  | превозник            |
| Романо Кало     | свештеник            |
| Леополд Биберти | швајцарски поручник  |
| Тереза Гизе     | Фрау Вителс          |
| Роберт Шварц    | Бернард              |

Остали:
| Глумац           | Улога                |
| ---------------- | -------------------- |
| Тино Ерлер       | Муцио                |
| Сигфрит Штајнер  | војни лекар          |
| Емил Гербер      | стражар              |
| Жермен Торније   | гђа Моније           |
| Берта Сахновски  | Шанел                |
| Рудолф Камфт     | професор             |
| Жан Мартин       | Холанђанин           |
| Гертруд тен Кате | Холанђанка           |
| Тереза Гизе      | Фрау Вителс          |
| Карло Роматко    | југословенски радник |

## Развој
Двојица главних глумаца били су ратни заробљеници који су побегли из Италије у Швајцарску, а један амерички вођа био је члан посаде Војног ваздухопловства чији је авион слетео у Швајцарску и био интерниран. Сву тројицу је за филм одабрао редитељ.

## Пријем
Босли Краузер, филмски критичар дневног листа The New York Times, похвалио је Последњу шансу. Између осталог је истакао да је у питању живописан и искрен филм и напета, узбудљива драма која је заснована на документованим чињеницама.